# Jansenistisch kruis

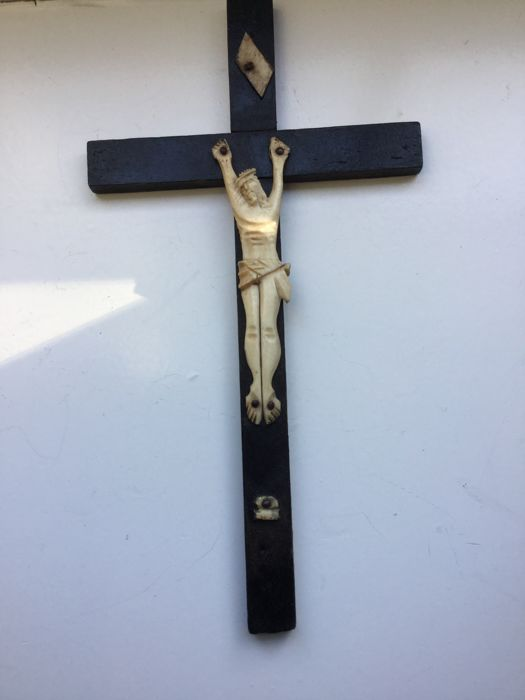
Jansenistisch Kruis van hout en bot

Een jansenistisch kruis of jansenistenkruis  is een kruis waarbij de armen van Christus sterk verticaal naar omhoog opgeheven zijn.  De armen zijn zo veel mogelijk van de aarde afgewend om het klein getal der uitverkorenen te zinnebeelden en omdat volgens het jansenisme Christus niet voor alle mensen is gestorven.
De technische achtergrond is dat een Christus afbeelding op een kruis alleen uit één stuk materiaal (bijvoorbeeld bot) kan worden vervaardigd met de armen omhoog. Voor gespreide armen zijn meer stukken materiaal nodig. De benaming Jansenistisch Kruis is afkomstig van tegenstanders van het Jansenisme.